# توماس يانغ (عالم)
توماس يانغ (بالإنجليزية: Thomas Young)‏
‏ (13 يونيو 1773 - 10 مايو 1829)
هو فيزيائي وطبيب وعلامة بريطاني، اشتهر بسبب إسهامه في فك رموز اللغة الهيروغليفية (خاصةً محاولاته في فك رموز حجر رشيد قبل أن يأتي الفرنسي شامبليون ويوسع أبحاثه ويفك رموز اللغة)، وقدم يانغ العديد من الإسهامات البارزة في عدة مجالات مختلفة حيث أسهم في علم المصريات وعلم اللغة والفيزيولوجيا وميكانيكا المواد الصلبة والضوء وحاسة البصر والطاقة والتناغم الموسيقي.

## حياته

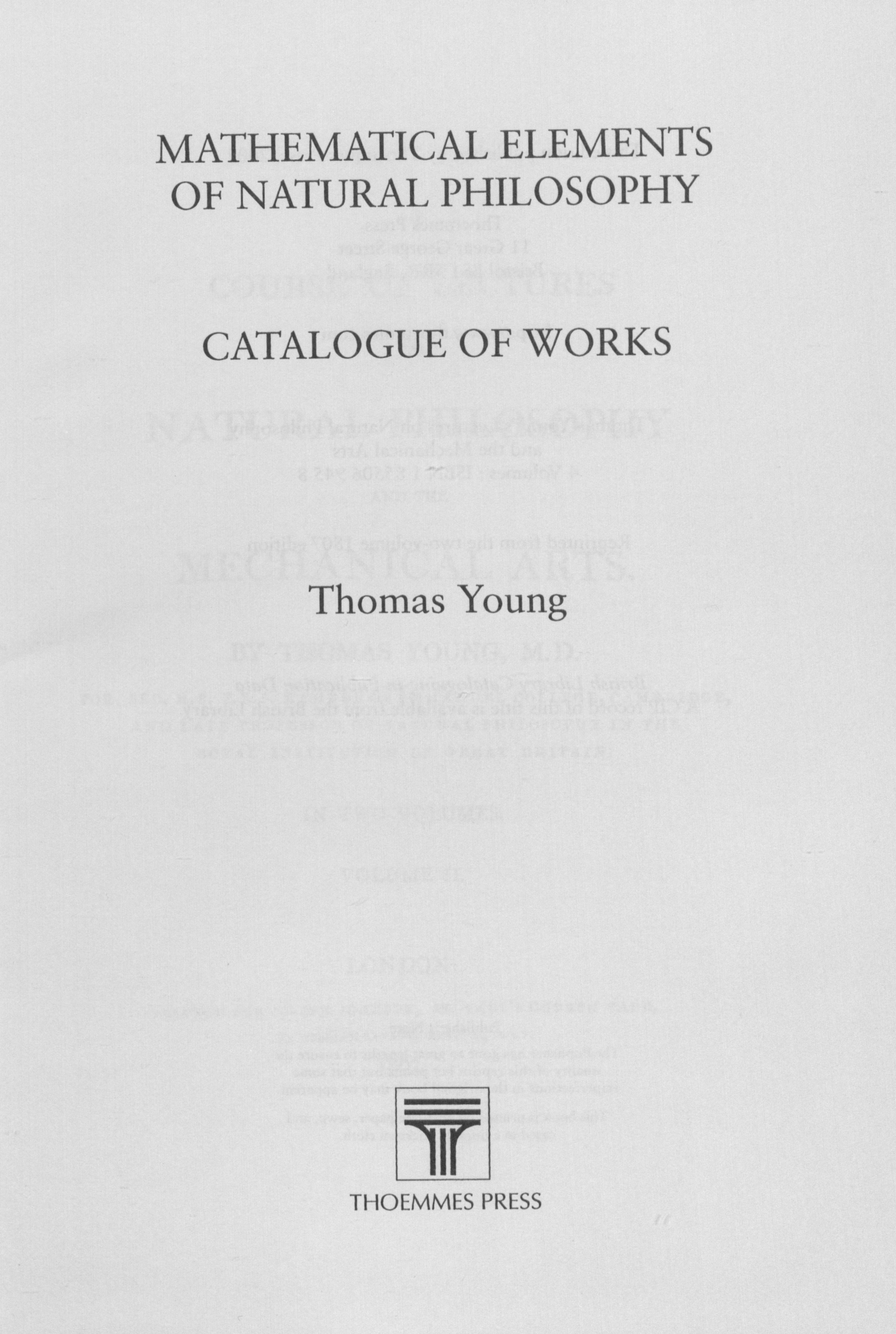
Mathematical elements of natural philosophy, 2002

ولد يانغ في عام 1773، في سومرست، ملفرتون، وكان أكبر إخوته التسع، وفي سن الرابعة عشر تعلم اللاتينية والإغريقية، وكان على إلمام بالفرنسية والإيطالية والعبرية والكلدانية والسريانية والسامرية والعربية والفارسية والتركية والأمهرية.
بدأ يانغ دراسة الطب في لندن في عام 1792 ثم انتقل إلى إدنبرة في 1794، ثم بعد مرور سنة ذهب ليحصل على درجة الدكتوراه في الفيزياء في غوتينغن، سكسونيا السفلى، ألمانيا، وفي عام 1797 انضم إلى جامعة إيمانويل ، وفي نفس السنة ورث مقاطعة عمه ريتشارد بروكلسبي فاستطاع أن يستقل ماديًا، وفي عام 1799 أصبح طبيبًا له عيادة خاصة به في 48 شارع ويلبك، لندن (والآن أصبحت العيادة مميزة باللوحة الزرقاء)، وبدأ يانغ بنشر أبحاثه الفيزيائية الأولى بدون توقيع حتى لا يفقد سمعته الطبية.
في عام 1801 عُيِّن يانغ كأستاذ للفلسفة الطبيعية (الفيزياء بشكل أساسي) في المعهد الملكي، وفي مدة سنتين قام بإعطاء 91 محاضرة، وفي 1802 عُيِّن كسكرتير أجنبي للجمعية الملكية، وانتخب هناك ليحصل على زمالة المعهد، ثم تخلى عن الأستاذية في عام 1803 خوفًا من تعطيل تلك الواجبات عن عمله الأساسي وهو الطب، ونُشرت محاضراته في 1807 في كتاب بعنوان محاضرات في الفلسفة الطبيعية (Course of Lectures on Natural Philosophy)، وقد احتوت على تخمينات لبعض النظريات اللاحقة.
في عام 1811 أصبح يانغ طبيبًا في مستشفى القديس جورج، وفي 1814 اشترك في لجنة عُقدت لمعرفة الأضرار الناشئة عن الإنتاج العام للغاز في لندن، وفي 1816 عُيِّن كسكرتير للجنة تم تكليفها لقياس مدى دقة ثواني البندول، وفي 1818 اختير كسكرتير لمجلس خطوط الطول.
وقبل موته بعدة سنين أصبح مهتمًا بالتأمين على الحياة ، وفي 1827 اختير مع سبعة آخرين كزميل لالأكاديمية الفرنسية للعلوم. في 1828 اُنتخب كعضو أجنبي لالأكاديمية الملكية السويدية للعلوم.
مات توماس يانغ في لندن في 10 مايو 1829، ودفن في مقبرة كنيسة القديس جيلس في فارنبوروف، كنت، إنجلترا.
وقد أشاد العلماء بأعماله وإسهاماته على الرغم من أنهم يعرفونه من خلال إسهاماته في تخصصهم فقط، إلا أنه كان متخصصًا في عدة مجالات، وقد قال عنه السير جون هيرشل الذي عاصره: «عبقري حقيقي»، وكذلك أشاد به ألبرت آينشتين في عام 1931 في مقدمة طبعة لكتاب البصريات (Opticks) لنيوتن، بالإضافة إلى إشادة وإعجاب كلاً من جون وليم ريليه وفيليب أندرسون.

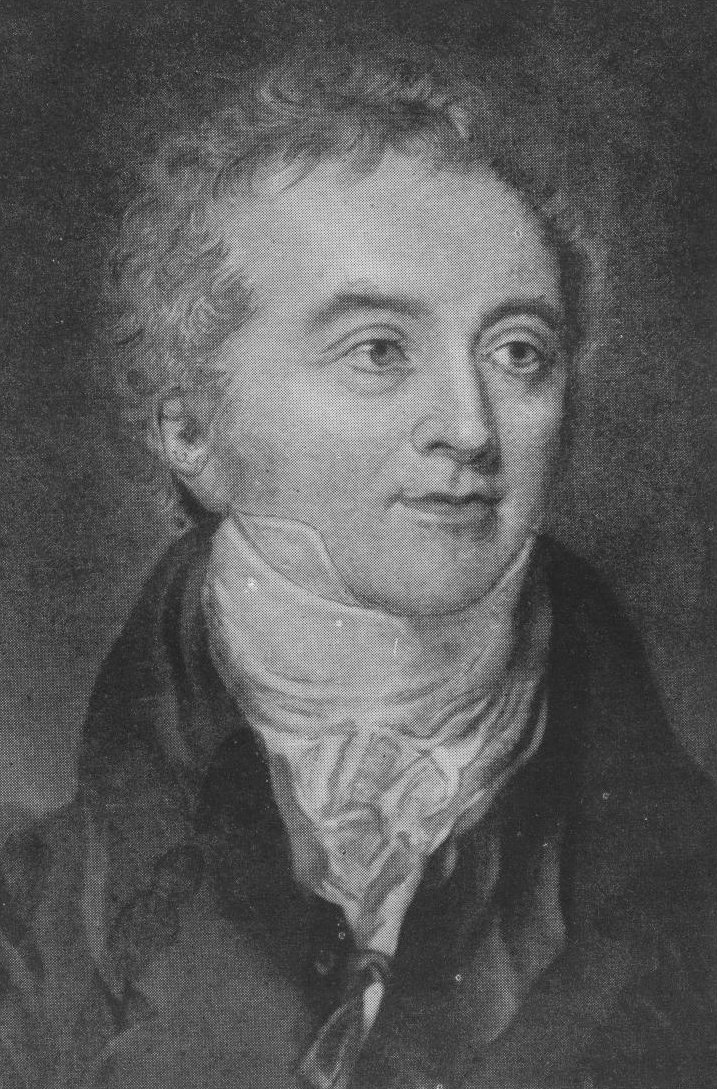
توماس يانغ

## من أهم أعماله
- درس الآثار الفرعونية في مصر وحقق تقدما مهما حين بدأ في 1814 يدرس الكتابة الهيروغليفية في (حجر الرشيد) وفك لغزها خلال سنوات.
- طور النظرية الموجية التي وضعها اوغسطين جان فرينيل (1788-1827)، حيث يعتبر توماس يانغ هو من قام باحياء النظرية الموجية وقد برهن يانغ في بداية القرن التاسع عشر الميلادي على الطبيعة الموجية للضوء بإرسال شعاع ضوئي خلال فتحتين ضيقتين. ويصل الضوء الذي يخرج من الفتحتين إلى شاشة. فإذا كانت طبيعة الضوء غير موجية، فإنه يظهر على الشاشة كنقطتين ساطعتين ضيقتين، كل واحدة منهما تخرج من فتحة، لكن الواقع أنه عندما يخرج الضوء من كل فتحة، فإنه ينتشر مع الضوء الآخر، وتمتلئ الشاشة بخطوط مضيئة وأخرى معتمة تسمى الأهداب. تتكون أهداب لامعة عندما تصل الموجتان قمة مع قمة لتعطي تداخلاً بناء. وتتكون أهداب معتمة عندما تصل الموجتان قمة مع قاع لتعطي تداخلاً هدامًا. والتجربة التي قام بها يانغ لاثبات نظريته تسمى Youngs double-slit experiment

- درس عام 1801 التشابك الضوئي Les interférences Lumineuses . وأعطى أول تفسير نوعي للظاهرة.
- شق يانغ Fente d'young. يظهر في تجارب التشابك الضوئي.
- مقياس يانغ: إن الإطالة Dl لقضيب معدني طوله l وسماكته (S) تحت تاثير قوة مقياسها (F) تكون ضمن نطاق مطاطية المعدن: يمكن أن تحسب بالعلاقة التالية:
حيث E هو مقياس المطاطية وهي تساوي في النظام
كما قام بتحديد الطول الموجي للضوء أحادي الألوان.

## النظرية الموجية للضوء
من أهم إنجازات يانغ هو أبحاثه في دعم النظرية الموجية للضوء، وكانت هذه النظرية شاذة وغير معروفة، فالذي كان سائدًا من قبل حول الضوء هو ما قاله إسحاق نيوتن في كتابه البصريات (Optics) أن الضوء هو جزئ، ومع ذلك فقد حطم يانغ في بداية القرن التاسع عشر تلك النظرية وأعطى أسبابًا نظرية كثيرة تدعم النظرية الموجية للضوء، وقام يانغ برسم رسمتين توضيحيتين لدعم وجهة نظره، الأولى وبوساطة الخزان المتموج وضح فيها فكرة تداخل أمواج المياه، أما الأولى فهي رسمة توضح تجربته المشهورة باسم تجربة شقي يانغ أو تجربة الشق المزدوج، وقد وضح فيها فكرة تداخل الضوء كموجة، وقد وضح هذا في كتابه تجارب وحسابات خاصة بالبصريات الفيزيائية (Experiments and Calculations Relative to Physical Optics) الذي نشر في عام 1803، في هذه التجربة قام بتمرير حزمة ضوئية عبر شقين ضيقين موضوعان أمام مصدر ضوئي وحيد اللون، فيصبح الشقين بمثابة مقام منبعين ضوئيين مترابطين، يظهر على الشاشة نتائج التداخل بشكل مناطق شديدة الإضاءة تدعى الأهداب المضيئة. وقام يانغ بإجراء العديد من التجارب الأخرى مثل تجربة تداخل الضوء الناتج عن الانعكاس عن أزواج مقتربة من أخاديد الميكرومتر، ومن الانعكاس عن طبقات رقيقة من الصابون والزيت، ومن الانعكاس عن حلقات نيوتن، وقام أيضًا بإجراء تجربتين مهمتين في الحيود باستخدامه الألياف وشرائط طويلة ضيقة، وفي كتابه (محاضرات في الفلسفة الطبيعية) نجده يعطي الفضل الأول لفرانشيسكو ماريا جريمالدي في ملاحظة أهداب الضوء التي تظهر عند التداخل، وبعد موت يانغ قام أوغستان-جان فرينل بإعادة صياغة أبحاث يانغ والمساهمة في نشرها وإشهارها.

## البصر ونظرية الألوان
يُعتبر يانغ مؤسس علم البصريات الفيزيولوجية، ففي 1793 شرح الطريقة التي تتكيف فيها العين على الرؤية على مسافات مختلفة بالاعتماد على تغير تكوّر عدسة العين، وفي 1801 كان أول من وصف اللابؤرية ، وقدم في محاضراته الفرضية التي طورها فيما بعد الألماني هرمان فون هلمهولتز، والتي تقول أن إدراك اللون يعتمد على وجود ثلاثة أنواع من الألياف العصبية في شبكية العين، والتي تستجيب على التوالي للضوء الأحمر والأخضر والبنفسجي، وقد كان هذا تنبؤًا للفهم العلمي الحديث عن رؤية اللون، خاصةً اكتشاف أن العين لديها ثلاث مستقبلات حساسة لأطوال موجية مختلفة.

## معادلة يانغ-لابلاس
في عام 1804، طور يانغ نظرية الظاهرة الشعرية على أساس مبدأ التوتر السطحي، ولاحظ اطراد زاوية تماس سطح السائل مع الجسم الصلب، ووضح من خلال هذين المبدأين كيفية استنتاج ظاهرة العمل الشعري.
وفي 1805 اكتشف الفرنسي بيير سيمون لابلاس أهمية أنصاف أقطار السطح الهلالي بفضل العمل الشعري.
وفي 1830 وحد الرياضي الألماني كارل فريدريش جاوس عمل كلاً من يانغ ولابلاس وقام باستخلاص معادلة يانغ-لابلاس.
ويُعتبر يانغ أول من استخدم مصطلح «طاقة» بالمعنى المعروف في العصر الحديث.

## الطب
قدم يانغ إسهامات مهمة في الفيزيولوجيا خاصةً ديناميكا الدم ، وذلك من خلال محاضرة كرونية ألقاها سنة 1808 عن وظائف القلب والشرايين (Functions of the Heart and Arteries)، وكتب يانغ ثلاثة كتب في الطب هم: مقدمة للكتابة الطبية (An Introduction to Medical Literature)، النظام العملي لتصنيف الأمراض (System of Practical Nosology) ومقالة تاريخية وعملية عن الأمراض الاستهلاكية (Practical and Historical Treatise on Consumptive Diseases).
ووضع يانغ قاعدة لتعيين جرعة الدواء اللازمة للطفل، وتقول القاعدة أن الجرعة اللازمة للطفل هي جرعة الإنسان البالغة لكن مضروبة في سنين عمر الطفل ثم مقسومة على 12 مع زيادة عمر الطفل.

## اللغات
في دائرة المعارف البريطانية وتحت مقال «لغات»، قارن يانغ بين قواعد ومفردات 400 لغة 

## اللغة الهيروغليفية
يانغ هو واحد من الأوائل الذين حاولوا فك رموز اللغة الهيروغليفية بمساعدة أبجدية ديموطيقية مكونة من 29 حرف قام بعملها ديفيد آكيربلاد في 1802 (كان يوجد 14 حرف خاطئ في الأبجدية)، لكن آكيربلاد أخطأ في اعتقاده بأن الديموطيقية ليست إلا مجرد أبجدية، وقد بين يانغ هذا الخطأ ، وكان يانغ يعلم أن الأسماء الملكية مثل بطليموس لابد من أن تكون موضوعة داخل خراطيش، فقام بترتيب العلامات الموجودة في الخرطوش كحروف تمثل لفظ بطليموس، وتوصل إلى الحروف التي تكون الاسم، لكنه لم يتمكن من معرفة الحروف الصوتية التي تكون الاسم، وحينما أراد أن يطبق الحروف الأبجدية التي توصل إليها بالخطأ لم يستطع أن يتوصل إلى أية كلمة قبطية مماثلة، ، والكثير من استنتاجات يانغ نُشرت في المقالة المعروفة مصر (Egypt) التي طبعت في طبعة دائرة المعارف البريطانية عام 1818.
عندما نشر اللغوي الفرنسي جان فرانسوا شامبليون في عام 1822 ترجمة النص الهيروغليفي وتوضيح ماهية نظام القواعد في اللغة، أشاد يانغ وآخرين بعمل شامبليون، وفي عام 1823 نشر يانغ كتاب رصد الاكتشافات الحالية في الكتابات الهيروغليفية والأثريات المصرية (Account of the Recent Discoveries in Hieroglyphic Literature and Egyptian Antiquities)، لكي يضمن أن يكون عمله هو أساس لنظام شامبليون، وقد أوضح أنه أرسل عدة رسائل إلى باريس في 1816، لكن شامبليون رفض أن يتقاسم معه فضل الاكتشاف، مما أدى إلى خلاف بينهما، وبسبب الأوضاع السياسية وقتها تصاعدت الأزمة بينهما، فتحيز الإنجليز ليانغ وتحيز الفرنسيون لشامبليون، لكن شامبليون أصر على أنه أول من فك رموز اللغة على الرغم من أنه وقع في نفس الأخطاء التي وقع فيها يانغ في قواعد اللغة.

## الموسيقى
طور يانغ طريقة جديدة في التناغم الموسيقي سُميت باسمه.

## كتابات مختارة
- A Course of Lectures on Natural Philosophy and the Mechanical Arts (1807, republished 2002 by Thoemmes Press).
- Miscellaneous Works of the Late Thomas Young, M.D., F.R.S. (1855, 3 volumes, editor John Murray, republished 2003 by Thoemmes Press).

## روابط خارجية
- توماس يونغ على موقع الموسوعة البريطانية (الإنجليزية)
- توماس يونغ على موقع إن إن دي بي (الإنجليزية)